# Nickelsville
Nickelsville é uma cidade  localizada no estado norte-americano de Virginia, no Condado de Scott.

## Demografia
Segundo o censo norte-americano de 2000, a sua população era de 448 habitantes.
Em 2006, foi estimada uma população de 433, um decréscimo de 15 (-3.3%).

## Geografia
De acordo com o United States Census Bureau tem uma área de
1,2 km², dos quais 1,2 km² cobertos por terra e 0,0 km² cobertos por água.

## Localidades na vizinhança
O diagrama seguinte representa as localidades num raio de 20 km ao redor de Nickelsville.